# Fulfillment
El fulfillment es un término empleado en logística. Su traducción literal sería cumplimiento. Se trata de un conjunto de procesos y metodología aplicados en la manipulación de un pedido. Si bien es cierto que se puede aplicar a cualquier ámbito dentro de la logística, está mucho más enfocado en el sector ecommerce. De este modo, el fulfillment abarca desde el momento en el que se gestiona la compra de un cliente, pasando por la preparación del mismo, su distribución, posterior recepción y devolución. Empresas como Amazon utilizan este tipo de técnicas.
El objetivo final del fulfillment es asegurar que los clientes reciban sus productos de manera correcta y dentro del tiempo establecido. Un buen fulfillment puede ser la clave del éxito de una empresa pero también su fracaso.

## Proceso del fulfillment
Para poder realizar un proceso de fulfillment óptimo, es necesario que se cumplan correctamente las diferentes fases:
1. Planificación de protocolos
2. Recepción de la orden
3. Almacenamiento
4. Envío
5. Distribución

En sexto lugar se encontraría la devolución, aunque solo se produciría si el cliente no estuviera satisfecho con su pedido.

## E-fulfillment
El e-fulfillment o efulfillment está centrado exclusivamente en el comercio electrónico. En este caso, todos los procesos están orientados exclusivamente a tiendas en línea y otro tipo de comercios asentados en internet.
Este sistema logístico ayuda a las empresas a ahorrar tiempo y costes, así como mejorar la experiencia del cliente. Ante la llegada del COVID-19, este tipo de estrategias han sido vitales, influyendo en los hábitos de consumo del cliente. Esto es debido a la velocidad y a la flexibilidad de los envíos.
Las ventajas de externalizar la logística del comercio electrónico son diversas: permite relacionar el costo de operación logística con el flujo de ventas de cada tienda en Internet, también permite acceder a herramientas digitales de gestión de inventario mucho más desarrolladas y funciones tecnológicas avanzadas, automatizar algunos procesos de comunicación con el cliente para mejorar la experiencia de compra, permite acceder a tarifas de envío económicas bajo la modalidad de economía colaborativa; en algunos casos, los proveedores de servicios e-fullfilment manejan un mayor volumen de pedidos y gracias al flujo de entregas permite implementar iniciativas de mejora continua y reducción de impacto ambiental más costosas, lo que es una ventaja competitiva y un valor adicional que la tienda en Internet puede promover y mejorar su imagen de marca para aumentar su conversión de ventas.
E-Fulfillment internacional
Otra de las ventajas de externalizar la logística de una tienda en Internet en etapa avanzada de crecimiento es la oportunidad de  ingresar a otros mercados con una baja inversión y una rápida implementación. 
Algunos proveedores de servicio de fulfillment cuentan presencia internacional con una red de centros de distribución en ciudades estratégicas, permitiendo a sus clientes transferir su inventario a otros países con facilidad, centralizar su operación fácilmente y acceder a asesoría especializada para sus productos, lo que permite extender su alcance sin necesidad de realizar grandes inversiones, minimizar los riesgos de participar en otros mercados y enfocar sus esfuerzos en desarrollar estrategias de mercadotecnia delegando gran parte de las incidencias operacionales que se presentan en cada país.